# Walter Runciman (1. wicehrabia Runciman of Doxford)
Walter Runciman, 1. wicehrabia Runciman of Doxford (ur. 19 listopada 1870, zm. 14 listopada 1949) – brytyjski polityk, członek Partii Liberalnej i Narodowej Partii Liberalnej, minister w rządach Herberta Henry’ego Asquitha, Ramsaya MacDonalda, Stanleya Baldwina i Neville’a Chamberlaina.

## Życiorys
Był synem liberalnego polityka Waltera Runcimana, 1. barona Runciman.
W 1899 r. został wybrany do Izby Gmin w wyborach uzupełniających w okręgu Oldham. Miejsce w parlamencie utracił już w 1900 r., po wyborach powszechnych. Do ław parlamentu powrócił w 1902 r., tym razem jako reprezentant okręgu Dewsbury. Szybko wspinał się po szczeblach partyjnej hierarchii i w 1908 r. został przewodniczącym Rady Edukacji. W 1911 r. otrzymał stanowisko przewodniczącego Rady Rolnictwa.
Po wybuchu I wojny światowej w 1914 r. ze stanowiska zrezygnował przewodniczący Zarządu Handlu John Burns i Runciman zajął jego miejsce. Po upadku rządu Asquitha w 1916 r. przeszedł do opozycji. Utracił miejsce w parlamencie w 1918 r., ale odzyskał je w 1924 r., wygrywając wybory w okręgu Swansea West. W 1929 r. zamienił okręg na St Ives. W 1931 r. poparł rząd narodowy i przeszedł do Narodowej Partii Liberalnej.
W rządzie narodowym Runciman został po raz drugi w swojej karierze przewodniczącym Zarządu Handlu. Utrzymał się na tym stanowisku także wtedy, kiedy premierem był Stanley Baldwin. Dopiero po objęciu tego urzędu przez Neville’a Chamberlaina w 1937 r. Runciman znalazł się poza gabinetem. W tym samym roku zmarł jego ojciec i Walter odziedziczył tytuł 2. barona Runciman i zasiadł w Izbie Lordów. Wkrótce jego tytuł został podniesiony do rangi wicehrabiego.
Powrócił do czynnego udziału w polityce w 1938 r., kiedy Chamberlain wysłał go do Czechosłowacji, aby wynegocjował tam porozumienie w sprawie Kraju Sudetów. W tym samym roku Runciman został Lordem Przewodniczącym Rady i pozostał na tym stanowisku do wybuchu II wojny światowej w 1939 r.

## Życie prywatne
Jego żoną była inna liberalna deputowana, Hilda Stevenson. Ich najstarszym synem był Walter Runciman, 2. wicehrabia Runciman of Doxford. Walter był również ojcem historyka Stevena Runcimana.